# Nattsommar
Nattsommar (originaltitel Summer of Night) är en skräckroman av den amerikanske författaren Dan Simmons.
Nattsommar, som publicerades 1991, handlar om sex ungdomar som räddar mänskligheten från mörka krafter som hotar att förgöra den lilla staden Elm Haven i Illinois. Detta händer under deras sommarlov, när de precis lämnat sin stora skrämmande skola Old Central, som senare under hösten skall rivas.